# Planet of the Apes (игра)
Planet of the Apes (с англ. Планета обезьян) — компьютерная игра в жанре action-adventure, выпущенная в 2001 году как первая игра франшизы «Планета обезьян». Выпущена в качестве дополнения к фильму 2001 года «Планета обезьян», хотя сюжет вдохновлён романом 1963 года Пьера Буля и экранизации 1968 года. Fox Interactive заключила контракт с Visiware на разработку игры для Windows и PlayStation и стала партнёром Ubi Soft как co-издатель. Torus Games разработала версии Game Boy Advance и Game Boy Color, основанные на фильме 1968 года и его продолжении 1970 года.
В игре Visiware игрок управляет Улиссом, астронавтом, который терпит крушение в будущем на Земле, где разумные обезьяны доминируют над людьми. Улисс исследует различные среды, помогая движению сопротивления людей, которые считают его предсказанным спасителем, и раскрывая секреты, лежащие в основе общества обезьян. Версии персонажей классической серии фильмов, таких как Зира, Корнелиус, Заюс, Генерал Урсус и Нова появляются вместе с новыми персонажами и видами.
Выпуск игры был отложен на три года из-за проблем с давно откладываемым ремейком фильма и решения Fox Interactive о совместном издании с другой компанией. Задержки были такими, что игра пропустила дату выхода фильма. Когда он, наконец, дебютировал 20 сентября 2001 года, он встретил в основном негативные отзывы на PlayStation и Windows, а также неоднозначные отзывы о версиях Game Boy, причём главной критикой были слабые элементы управления и игровой процесс.

## Геймплей
«Планета обезьян» приключенческая игра, с видом от третьего лица. Игрок управляет Улиссом, астронавтом, который совершил аварийную посадку на планете, населенной разумными обезьянами, с которыми он должен вступить в битву, чтобы выжить. Для этого он использует невооруженный рукопашный бой, дубинки, ножи и огнестрельное оружие. Предметы, такие как оружие, можно собрать в инвентаре для дальнейшего использования. Существует три различных режима для изучения любого заданного уровня: нормальный (ненасильственное прохождение), атлетический (жестокий конфликт) и скрытность (скрытые действия). В игре также есть решение головоломок, например, поиск ключ-карт, чтобы открыть следующий уровень. Прогресс игрока может быть сохранён только после завершения каждого уровня.

## Сюжет
После векового дрейфа в космосе астронавт Улисс и его команда терпят крушение на неизвестной планете в 3889 году. Они находят примитивных людей, но на них нападают охотники на лошадях, которые оказались разумными обезьянами. Обезьяны убивают команду и захватывают Улисса в плен, доставив его в медицинский центр для изучения. Раб-человек Иона крадёт Улиссу ключ, который позволяет ему сбежать. Исследуя центр, Улисс подслушивает разговоры обезьян Зиры и доктора Заюса, которые обсуждают свою судьбу; Заюс хочет, чтобы его казнили. В конце концов, Улисс инсценирует свою смерть, украв и выпив таблетки для временной остановки сердца и попадает в морг. Там Иона и его друзья объясняют Улиссу, что он находится на Земле и что его прибытие исполняет древнее пророчество о том, что спаситель вернётся, чтобы восстановить человечество на планете.
Повстанцы-люди отдают Улиссу одну часть древней реликвии и приказывают ему вернуть две другие, спрятанные другими племенами людей. Улисс направляется в разрушенный город, где он освобождает человека по имени Нова и находит вторую часть реликвии, которую охраняет горилла Генерал Урсус. Он также находит секретный файл, раскрывающий, что Урсус планирует использовать исследование человеческой генетики доктора Корнелиуса, проведенное самим доктором Корнелиусом, в сочетании с информацией, полученной при изучении древних человеческих поселений, чтобы продвинуть горилл над другими обезьянами. С помощью Новы и её брата Матиаса Улисс направляется в Университет Обезьян, где Корнелиус соглашается уничтожить своё исследование, чтобы гориллы не могли злоупотребить ими. Улисс пытается спасти Иону из обезьяньей тюрьмы, но опаздывает; Умирая, Иона сообщает Улиссу, что последняя часть реликвии находится в Государственном архиве. Улисс забирает последний кусок и возвращается к Нове и Матиасу.
Все три части реликвий объединяются, чтобы сформировать карту «Запретного места», расположенного у Статуи Свободы, которое ведёт к Пентагону. Там он узнаёт историю того, как обезьяны захватили планету: после разрушительной войны люди разводили генетически продвинутых обезьян в качестве рабов. Обезьяны восстали и убили большинство людей; выжившие сбежали в подземный «Проект Ковчег». Улисс вступает в контакт с арканитами, продвинутыми людьми, все ещё живущими под землей, и призывает их воссоединиться со своими собратьями на поверхности, чтобы победить обезьян. Со своими доказательствами Улисс отправляется во Дворец обезьян, чтобы разоблачить генерала Урсуса перед советом. Урсуса арестовывают, и доктор Заюс освобождает Улисса. Заключительная сцена показывает, как Улисс уезжает с Новой, а человеческие силы и арканиты собираются, чтобы атаковать обезьян.

## Разработка

### ПК и PlayStation версии
В 1998 году 20th Century Fox дал зелёный свет последней из нескольких попыток для создания ремейка фильма «Планета обезьян», продюсером которого должен был стать Джеймс Кэмерон. Подразделение видеоигр Fox Interactive готовилось к разработке видеоигры, основанной на фильме. Однако Кэмерон бросил проект, и работа над фильмом была приостановлена, но он был уверенный, что если ремейк рано или поздно будет дальше развиваться, Fox продолжит работу над видеоигрой. Это была первая видеоигра по «Планете обезьян»; Fox пыталась создать игру для Atari 2600, но отказался от неё во время краха видеоигр в 1983 году (новые дизайнеры завершили разработку и выпустили эту игру под названием "Revenge of the Apes"в 2003 г.). Fox Interactive заключила контракт с французским разработчиком видеоигр Visiware на разработку игры по «Планете обезьян». Пока фильм находился в подвешенном состоянии, создатели разработали новую историю, вдохновленную оригинальным романом Пьера Буля «Планета обезьян» и фильмом 1968 года. Дизайнеры посчитали, что приключенческая игра лучше всего подходит для материалов и доступных технологий. Fox начинали разработку игры для Windows, PlayStation и Sega Dreamcast, хотя позже они отказались от версии для Dreamcast, когда Sega прекратила выпуск консоли. Вместо того, чтобы публиковать игру, Fox Interactive решила опубликовать её совместно с третьей стороной. Этот шаг привёл к серьёзным задержкам в производстве.
Игра была официально анонсирована на Electronic Entertainment Expo 1999. Впоследствии фильм продвигался под руководством режиссёра Тима Бёртона; фильм вышел в 2001 году под названием «Планета обезьян», имел существенно иную предпосылку и историю, чем видеоигра. Fox запустила крупную маркетинговую кампанию для игры в 2000 году, но выпуск был отложен до 2001 года. Несмотря на долгую разработку, игра пропустила дебют 27 июля 2001 года фильма Тима Бёртона. Однако Fox Interactive заявила, что они надеются, что это уменьшит путаницу среди потребителей, ожидающих прямой связи между фильмом и игрой. 6 сентября 2001 года Fox Interactive объявила о новом партнёрстве с Ubisoft в совместном издании всех своих игр, что позволило им наконец выпустить игру по «Планете обезьян». Версия для Windows появилась в магазинах 20 сентября 2001 года, а версия для PlayStation была выпущена 22 августа 2002 года.

### Game Boy версии
Кроме того, Ubisoft запланировала версию для Game Boy Advance и Game Boy Color. Созданные в сотрудничестве с разработчиками из Torus Games, игры были выпущены 5 декабря 2001 года и 31 декабря 2002 года соответственно. Версии Game Boy значительно отличается от игр Visiware для Windows и PlayStation; эти версии были в жанре сайд-скроллер, они следуют сюжету фильма 1968 года и его сиквела 1970 года «Под планетой обезьян». Игрок управляет человеком Беном (первоначально известным как Брент в «Под планетой обезьян»), когда он ищет героя фильма, Тейлора на протяжении десяти уровней, сражаясь с обезьянами, воинами и прочими врагами.

## Критика
| Сводный рейтинг    | Сводный рейтинг | Сводный рейтинг | Сводный рейтинг | Сводный рейтинг |
| Издание            | Оценка          | Оценка          | Оценка          | Оценка          |
| Издание            | GBA             | GBC             | PC              | PS              |
| ------------------ | --------------- | --------------- | --------------- | --------------- |
| GameRankings       | 59,44 %         | 40,00 %         | 48,79 %         | 60,00 %         |
| Metacritic         | 54/100          |                 | 41/100          |                 |
| Иноязычные издания |                 |                 |                 |                 |
| Издание            | Оценка          | Оценка          | Оценка          | Оценка          |
| Издание            | GBA             | GBC             | PC              | PS              |
| AllGame            |                 |                 | 2/5             |                 |
| GameSpot           |                 |                 | 3,1/10          |                 |
| GameZone           |                 |                 | 6,5/10          |                 |
| IGN                | 6/10            |                 | 4/10            |                 |

Во время долгой задержки разработки «Планета обезьян» создавала плохую предварительную прессу. Его игровой процесс был плохо воспринят на превью Electronic Entertainment Expo, и многие комментаторы сравнили его с похожими более старыми играми, такими как «Doom». Кроме того, некоторые критики сочли решение Fox Interactive нанять Visiware ошибкой, поскольку французские разработчики того времени имели репутацию создателей игр с хорошей графикой, но с плохой игрой. Другие ставили под сомнение разумность основывать игру на оригинальных фильмах десятилетней давности, а не на ремейках.
После выпуска версии для Windows и PlayStation получили негативные отзывы от критиков. Глядя на версию для Windows, Metacritic выдал оценку 41/100 на основе одиннадцати рецензий, что означает «в целом неблагоприятные отзывы». Для сравнения, GameRankings выдал 48,79 % версии для Windows на основе четырнадцати рецензий и 60,00 % версии для PlayStation на основе одной рецензии. Эрик Волпоу из GameSpot назвал «Планету обезьян» «уродливым и скучным клоном Tomb Raider», учитывая игровую среду, боевую механику и слабые головоломки. Иван Сулич из IGN написал: «Дело не в том, что Планета обезьян действительно плохая по всем направлениям — дело в том, что она действительно посредственная», считая элементы управления и игровой процесс посредственным, а графику устаревшей. Ник Вудс из AllGame одобрил тяжелые диалоги с сюжетными последовательностями, но критиковал за тошнотворный интерфейс и движения. В обзоре GameZone были отмечены особые достоинства звука и графики, но было написано, что в целом игра «не соответствует требованиям».
Версии для Game Boy получили неоднозначные отзывы. Глядя на версию Game Boy Advance, Metacritic дал средний балл 54/100 на основе шести рецензий, что указывает на «смешанные или средние отзывы». GameRankings рассчитал средний показатель 59,44 % для версии Game Boy Advance на основе девяти рецензий и средний показатель 40,00 % для версии Game Boy Color на основе одной рецензии. Хилари Гольдштейн из IGN дала игре оценку 6.0 из 10, назвав её «приличным сайд-скроллером, который не впечатляет».